# Marina Boutovskaïa
 (juillet 2024).
Si vous disposez d'ouvrages ou d'articles de référence ou si vous connaissez des sites web de qualité traitant du thème abordé ici, merci de compléter l'article en donnant les références utiles à sa vérifiabilité et en les liant à la section « Notes et références ».
Marina Boutovskaïa (Tcherkassy, 27 juin 1959) est une ethnologue et anthropologue russe. Elle est spécialisée en primatologie comparée.